# Franz Barta
Franz Barta (* 18. November 1902; † unbekannt) war ein österreichischer Boxer. Er nahm 1924 im Bantamgewicht an den 8. Olympischen Spielen in Paris teil, wo er in der Vorrunde gegen den Belgier Francois Sybille unterlag.